# Sant Pelegrí
Sant Pelegrí és una capella d'Osor (Selva) inclosa a l'Inventari del Patrimoni Arquitectònic de Catalunya.

## Descripció
Sant Pelegrí és una capella submergida sota l'embassament de Susqueda de la qual només en resta sobre les aigües la imatge del Sant, que d'ençà del 1968 es conserva en una fornícula davant del restaurant La Codina, pujant a la presa de Susqueda, abans de Sant Miquel de Maifré i del trencant cap al Santuari del Coll (Osor).

## Història
Aquesta capella fou construïda el 1769 al nucli urbà de Susqueda. Amb la posada en funcionament de l'ambassament el 1968, la imatge fou traslladada a La Codina.